# Glipostenoda hisamatsui
Glipostenoda hisamatsui es una especie de coleóptero de la familia Mordellidae.

## Distribución geográfica
Habita en Japón.